# 체코 U-17 축구 국가대표팀
체코 U-17 축구 국가대표팀(체코어: Česká fotbalová reprezentace do 17 letd)은 체코를 대표하는 17세 이하의 축구 국가대표팀으로, 체코의 축구 관리 기관인 체코 축구 협회의 관리를 받는다.